# Erie BayHawks (2019-2021)
De Erie BayHawks was een Amerikaanse basketbalploeg uit Erie die bestond van 2019 tot 2021 en deelnam aan de NBA G League. De club was verbonden aan de New Orleans Pelicans.

## Geschiedenis
Nadat de BayHawks voor een tweede keer verplaats werden naar een andere stad werd de club voor een derde keer opgericht. De ploeg had banden met de New Orleans Pelicans. De ploeg stond gedurende de twee seizoenen onder leiding van Ryan Pannone. In hun eerste seizoen werd de competitie stil gelegd door de coronacrisis. In hun tweede seizoen haalde de club de play-offs en verloren in de kwartfinale van de Lakeland Magic. Na het seizoen waren de renovaties van de Legacy Arena in Birmingham af en verhuisde de club naar daar en werden de Birmingham Squadron. De Erie BayHawks konden geen nieuwe partner vinden om nogmaals de club te heroprichten.

## Resultaten
| Seizoen | Wins | Verlies | Play-offs   | Coach        |
| ------- | ---- | ------- | ----------- | ------------ |
| 2019/20 | 13   | 30      |             | Ryan Pannone |
| 2020/21 | 11   | 4       | kwartfinale | Ryan Pannone |

## Bekende (oud)-spelers
| - Kavell Bigby-Williams |